# Buccio di Ranallo

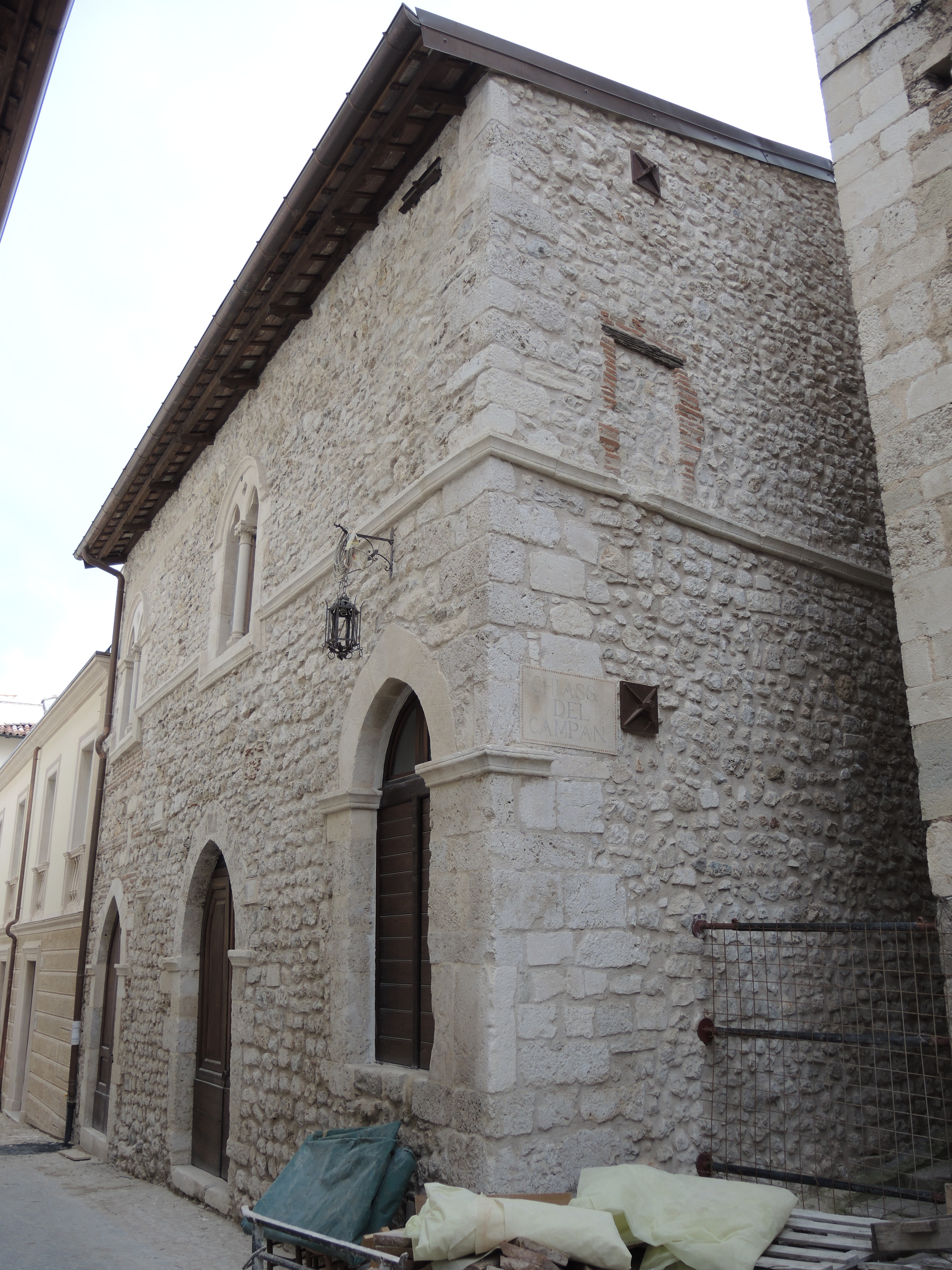
La cosiddetta "casa di Buccio di Ranallo" in via Accursio, all'Aquila, nel 2016, dopo il restauro avvenuto in seguito al terremoto del 6 aprile 2009.

(Niccolò da Borbona, 1)
Buccio (L'Aquila, 1294 circa – L'Aquila, 1363), meglio conosciuto con il patronimico come Buccio di Ranallo, è stato un poeta e scrittore italiano in lingua volgare, per alcuni anche giullare, conosciuto principalmente come precursore del filone letterario delle cronache aquilane, che ebbe un notevole seguito grazie a una folta schiera di suoi epigoni e imitatori.

## Biografia
Buccio nacque probabilmente negli anni '90 del 1200 nel locale di Poppleto (moderna Coppito) nel quarto di San Pietro all'Aquila; era figlio di un certo Rainaldo (o Ranallo) di Gentile e la sua famiglia di origine era di piccola nobiltà campagnola. Il nome Buccio è probabilmente un ipocoristico di "Iacobuccio", diminutivo di Iacobo o Giacomo.
Appena giunto alla maggiore età, o poco prima, nel 1310 partecipò ai grandi festeggiamenti in città per l'arrivo di Roberto d'Angiò, da poco asceso al trono di Napoli. Fece poi parte delle spedizioni militari aquilane contro Amatrice (1318), probabilmente Rieti (1320) e Anticoli (1328), quest'ultima per impedire l'accesso di Ludovico il Bavaro al regno angioino; intorno a quest'ultima data risalgono anche il suo matrimonio con una certa domina Giovanna e la nascita della sua unica figlia, Angeluccia.
A quel tempo doveva già aver iniziato degli studi letterari, in quanto al 1330 risale la pubblicazione del suo poemetto sacro La leggenda di Santa Caterina d'Alessandria, componimento che fa pensare a una probabile collaborazione con le Confraternite religiose cittadine. Agli anni successivi risale la composizione di 14 dei suoi 21 Sonetti mentre la città si trovava in una condizione di lotta continua tra le varie famiglie, che portò infine all'affermazione di Lalle I Camponeschi come signore. Al 1342 risale il matrimonio della figlia con un certo Domenico (da questa unione nacque solamente una figlia di nome Vannuccia) e sappiamo che nel 1350 lo scrittore si recò a Roma in occasione del Giubileo; poco dopo, nel 1354, avvenne l'uccisione del Camponeschi, che portò l'anno successivo alla formazione  all'Aquila di un governo comunale borghese, nel cui Consiglio sedette anche lo stesso Buccio. A questo periodo, molto probabilmente, risale l'inizio della scrittura della sua opera principale, la Cronica.

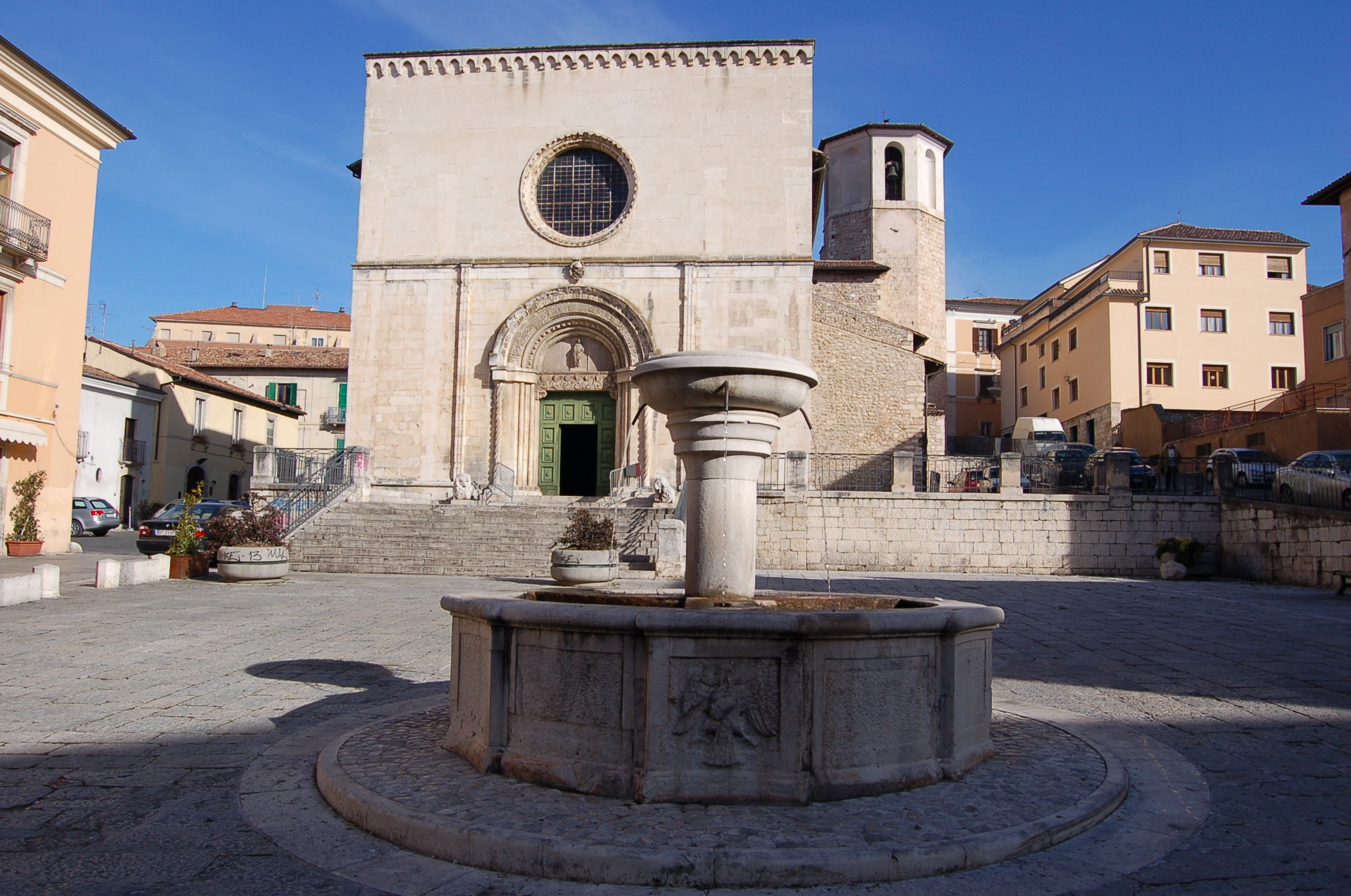
Chiesa capoquarto di San Pietro a Coppito (XIII secolo), in cui Buccio fu probabilmente seppellito.

Nel maggio 1362 Buccio partecipò alla festa patronale di San Massimo, i cui solenni festeggiamenti chiudono la narrazione della Cronica; nel 1363 ci fu, però, una epidemia di peste, probabilmente a causa di focolai rimasti dalla peste nera del 1348, e lo scrittore ne rimase vittima, morendo nella seconda metà di quell'anno.

### Fonti storiografiche
Le fonti che parlano della vita di Buccio sono molto scarse: la maggior parte delle informazioni, infatti, ci viene da pochi documenti notarili (di cui solo uno completo) e principalmente dalle sue stesse opere; poche sono invece le notizie giunteci da fonti antiche a lui successive, che ne parlano principalmente solo in maniera nominale.

### La "Casa di Buccio" all'Aquila
All'Aquila, in via Accursio, è presente un edificio la cui proprietà è tradizionalmente attribuita a Buccio di Ranallo, ma che è storicamente discussa. Si tratta di una costruzione trecentesca nel Quarto di Santa Maria, con bifore e archi ogivali nella facciata; sul fianco destro della casa si trova il Chiassetto del Campanaro, che la separa dalla torre campanaria della Chiesa di Santa Maria Paganica.

## Opere
Buccio di Ranallo è autore di La leggenda di Santa Caterina d'Alessandria (1330), a cui forse si aggiungono altri componimenti dello stesso genere come quelli di San Gregorio, San Giuliano spedaliere e del Transito della Madonna e anche alcuni testi passionali giunti frammentari; la sua opera principale è però una cronaca, in forma di poema in versi, sulla storia dell'Aquila, dalle vicende che portarono alla sua fondazione, datata da Buccio stesso nel 1254, al 1362.

### La leggenda di Santa Caterina d'Alessandria
(Buccio di Ranallo, S. Caterina, I)
Prima opera di Buccio tra quelle a noi giunte, poiché scritta nel 1330, La leggenda di Santa Caterina d'Alessandria è un poemetto agiografico in distici settenari dedicato a Caterina d'Alessandria, santa e martire; la composizione era probabilmente destinata alla rappresentazione di una confraternita (compagnia religiosa). La scelta metrica colloca l'opera nel solco duecentesco inaugurato dal Tesoretto di Brunetto Latini ed evidenti sono anche le influenze dantesche, che si rifanno soprattutto all'Inferno. Il poemetto è esempio di un genere letterario ancora molto diffuso nel regno napoletano del Trecento e ha come precedente nel territorio aquilano l'anonima Leggenda del Transito della Madonna, di poco precedente.

### LaCronica
(Antonio di Boetio, 2, 1-2)
La Cronica è l'opera maggiore e più conosciuta di Buccio di Ranallo. Non essendoci una titolazione originaria, questa composizione è oggi chiamata semplicemente Cronica (come riporta uno dei manoscritti più antichi del testo, cioè una copia del 1493 di Alessandro de Ritiis), mentre altri nomi le sono stati attribuiti nel corso degli anni: Delle cose dell'Aquila (da Anton Ludovico Antinori) e Cronaca Aquilana rimata (da Vincenzo De Bartholomaeis). Si tratta di un racconto cronachistico, come molti altri nella tradizione medievale italiana; l'opera si distingue tuttavia per l'adozione della forma poetica, assoluta novità all'interno di tutta la letteratura europea. La Cronica di Buccio è infatti scritta in quartine monorime di versi alessandrini; inoltre, il testo è intervallato da 21 sonetti, il che rende il componimento uno dei primi esempi di poesia polimentrica.
L'inizio della composizione del poema, o almeno delle parti in cui vengono narrati gli eventi ai quali Buccio ha assistito in prima persone, si può collocare nel 1355, anno dell'insediamento del governo comunale all'Aquila: nel proemio sono infatti presenti un'allusione anti-tirannica (contro la signoria dei Camponeschi) e un invito ai nuovi amministratori a fondare un governo giusto, che fanno pensare a un'impostazione parentetico-didascalica dell'opera. L'evento con cui si chiude la narrazione risale invece al mese di maggio del 1362, solo un anno prima della morte del poeta, ed è quindi tra questi due anni che si colloca la fine della stesura.
In generale, la Cronica si rifà a diversi generi letterari, dai quali riprende elementi diversi: ovviamente la cronaca storica, che è però raccontata da Buccio in maniera meno distccata e più partecipata, andando a creare una sorta di epos civile di carattere drammatico; altre influenze vengono dai poemi epico-civili, soprattutto le chansons de geste francesi, da cui sono ereditati l'apparato formulare e la tecnica narrativa di tipo orale, ma anche le minuziose descrizioni belliche; dai componimenti di carattere didascalico-morale è ricavato lo schema di fondo di lotta tra «boni» e «cattivi», tra bene comune e interesse di pochi, che però assume un carattere collettivo, abbandonando l'impostazione eroica presente nelle opere di stampo religioso e agiografico, come la Santa Caterina, e che si distingue anche dalle diffuse scritture proverbiali medievali per una minore astrazione e una maggiore aderenza storica, ma da cui viene ricavato la desueta quartina alessandrina; si può citare anche il canto politico come ulteriore modello di Buccio, che però viene caricato di un velo drammatico e moralistico, rendendo a volte le rappresentazioni semplicistiche e ingenue; infine c'è anche la partecipazione del genere autobiografico, che viene in questo caso esteso a tutta la comunità per bocca di un suo singolo membro, cioè l'autore stesso. Essendo inoltre L'Aquila una civitas nova, poiché non ha alle spalle una storia come quella di altri soggetti dei racconti cronachistici, come Roma o Firenze, Buccio inaugurò una tradizione completamente nuova, ancora più apprezzabile vista la perifericità dell'ambiente aquilano: la Cronica rimane infatti un unicum isolato all'interno della storia della letteratura.
Altro elemento non trascurabile della Cronica è la lingua: essa è un volgare aquilano, sviluppato a livello letterario e innalzato e nobilitato, anche attraverso l'uso di forme linguistiche prese dal volgare toscano (si riconoscono le influenze di Brunetto Latini, Dante Alighieri e Giovanni Boccaccio) e da altri volgari mediani (da Jacopone da Todi, Cecco d'Ascoli e altri non identificati). Importante è oltretutto l'influenza decisiva degli ambienti religiosi benedettini, la cui cultura si irradiava dall'abbazia di Montecassino in tutta l'Italia centro-meridionale. La lingua di Buccio ripropone tutti i fenomeni peculiari di area mediana, ma contribuisce a codificare forme lessicali e verbali, oltre che a introdurne anche di nuove e inedite.

Grazie a quest'opera, Buccio è stato definito come 
(Leopoldo Cassese)

#### Contenuto dell'opera
L'opera inizia la sua narrazione dagli eventi che portarono alla fondazione della città dell'Aquila, nell'ambito della lotta tra potere imperiale e papato (Federico II di Svevia e papa Gregorio IX); alla morte dell'imperatore (1250) iniziò un periodo di delocalizzazione del potere centrale del regno di Napoli, che portò alla fondazione ufficiale della città nella località di Acculi, riconosciuta come municipio dal Privilegium concesso da Corrado IV di Svevia, figlio di Federico II, nel 1254.
Cominciò così l'opera di urbanizzazione del colle e avvenne la creazione della diocesi (trasferita dall'antica Forcona); la città si oppose poi alla politica accentratrice di Manfredi di Svevia, che quindi la attaccò e distrusse nel 1259. L'Aquila si schierò quindi contro gli Svevi a favore del nuovo sovrano angioino Carlo I, che la ricostruì nel 1265-67 e che sconfisse Corradino di Svevia nella battaglia di Tagliacozzo, con l'aiuto degli aquilani (1268). Seguì quindi un periodo di lealismo delle classi nobili e religiose nei confronti della monarchia (interrotto solo tra il 1292 e il 1293 dalla breve parentesi signorile di Niccolò dell'Isola), che tuttavia creò tensioni sociali per la mancata evoluzione delle istituzioni cittadine che avrebbe dovuto seguire il forte sviluppo economico e sociale; iniziò così un periodo di attriti tra feudatari e classe borghese-mercantile. Inoltre, nel 1294 avvenne incoronazione papale di Celestino V nella basilica di Santa Maria di Collemaggio, evento importante per la storia cittadina.
Sotto Roberto d'Angiò iniziarono le prime rivolte aperte, questa volta con il coinvolgimento anche delle classi contadine, e si accese un contrasto anche tra la città e i castelli del contado. Seguirono quindi le lotte tra le famiglie nobili per il controllo della politica cittadina, soprattutto tra Pretatti e Camponeschi, che portarono alla vittoria di quest'ultima e a un governo quasi personale di Lalle I Camponeschi nel 1343. Eventi drammatici segnarono poi la storia cittadina, come la peste nera del 1348 e il distruttivo terremoto del 1349. Nella successiva lotta intestina alla casa angioina, Lalle I appoggiò Luigi I d'Ungheria contro Giovanna I; la vittoria di quest'ultima portarono alla decadenza della famiglia, che culminò con l'uccisione di Lalle nel 1354 per mano di Luigi di Taranto, marito di Giovanna. Iniziò così il governo comunale di stampo borghese e l'opera si chiude con la descrizione della festa patronale di San Massimo nel maggio 1362.

#### ISonetti
Il testo in alessandrini della Cronica è intervallato da 21 sonetti, composti in periodi diversi e anche precedenti al poema, ma tutti presentanti il classico schema in auge nel Trecento, comprendente due quartine e due terzine con distico finale (solo il sonetto XX presenta una rara doppia chiusura con due distici). I primi due (I: tra le quartine 420 e 421; II: 423-424) furono scritti in occasione delle lotte intestine alla città del 1338 tra i Camponeschi e i Bonagiunta e presentano quindi esortazioni alla popolazione a diffidare dei feudatari e a ricercare invece la pace civile; rispetto alle prime edizioni, quella che fu infine inclusa nel poema potrebbe aver subito revisioni da parte di Buccio. I due sonetti successivi (III e IV: 500-501) sono successivi alla carestia del 1340 e in essi l'autore ammonisce i cittadini sui valori della parsimonia in tempi di abbondanza. I sonetti dal quinto all'undicesimo (V: 542-543; VI: 554-555; VII: 560-561; VIII, IX e X: 581-582; XI: 584-585) furono composti nel 1342 a seguito del fallimento delle trattative di Napoli con le fazioni aquilane. Seguono quindi due sonetti (XII e XIII: 605-606), nel primo dei quali il poeta invoca poi il colpo della biblica Giuditta contro i tiranni de Amiterno (i Camponeschi), mentre nel secondo inveisce contro gli Aquilani che fomentano la discordia. Il successivo (XIV: 805-806) risale probabilmente al 1348, durante il governo di Lalle I Camponeschi, e in esso Buccio invita i concittadini ad abbandonare il politico, definito tiranno, ed auspica l'unione di tutte le forze del Comune contro la violenza del governante. Gli ultimi sonetti (XV-XIX: 1144-1145; XX: 1154-1155; XXI: 1185-1186) sono databili negli anni fra il 1360 e il 1362 e si rivolgono ai consiglieri comunali, esortati alla concordia che la vagheggiata magistratura delle Cinque Arti sembra promettere, dopo un secolo di discordie; rammenta il giuramento fatto di amministrare per bene la cosa pubblica, ed evoca infine le anime dei padri fondatori dell'Aquila nel 1267, per contrapporre la loro fermezza, che aveva ispirato rispetto allo stesso Carlo I d'Angiò, alle incertezze di molti che ostacolano ancora una decisa azione politica.

#### Manoscritti
Il testo giunto a noi della Cronica non è l'originale trecentesco, in quanto le più antiche testimonianze che abbiamo risalgono alla metà o alla fine del XV secolo; questo passaggio attraverso il lavoro dei copisti ha senza dubbio comportato la perdita di molti elementi linguistici e metrici originari. I manoscritti oggi analizzabili dalle edizioni critiche sono:
- Pal. 77 della Biblioteca Palatina di Parma (seconda metà del XV secolo, commissionato dallo storico e politico Francesco d'Angeluccio di Bazzano);
- ms. S-72 dell'Archivio di Stato dell'Aquila, seconda unità (1493, trascritto dal francescano Alessandro de Ritiis come mezzo per una propria composizione storiografica);
- ms. XV. F. 56 della Biblioteca Nazionale di Napoli (1564, attribuito all'aquilano Mariangelo Accursio);
- ms. V. E. 576 della Biblioteca Nazionale Centrale di Roma (1605);
- ms. 88 dell'Archivio di Stato dell'Aquila (XVII - XVIII secolo, privo delle ultime 196 quartine e dei sonetti XV-XXI);
- un manoscritto di proprietà privata, oggi irreperibile, riscontrato dal De Matteis in fotocopia (XVII secolo ca.).[35]

Al tempo dell'edizione dell'Antinori (1742), lo studioso poteva invece disporre di ben quindici manoscritti, di cui però non si è oggi a conoscenza.

#### Edizioni
- Anton Ludovico Antinori, Boetio di Rainaldo, di Poppleto Aquilano, delle cose dell'Aquila, in Antiquitates Italicae Medii Aevi (Milano, Typographia Societatis Palatinae in Regia Curia), t. VI, 1742, coll. 533-704 (con Prefazione alle coll. 529-532).
- Vincenzo De Bartholomaeis (a cura di), Cronaca aquilana rimata di Buccio di Ranallo di Popplito di Aquila, Roma, Istituto Storico Italiano, 1907.
- Carlo De Matteis (a cura di), Cronica, Firenze, Edizioni del Galluzzo, 2008, ISBN 978-88-8450-257-5. La ricostruzione editoriale del De Matteis è però ampiamente criticata in  Vittorio Formentin, Sfortuna di Buccio di Ranallo, in Lingua e Stile, XLV, dicembre 2010,  pp. 185-221.